# Margarete Diepolt
Margarete Diepolt († 6. August 1629 in Erlenbach am Main) war ein Opfer der Hexenverfolgung im Kurfürstentum Mainz.

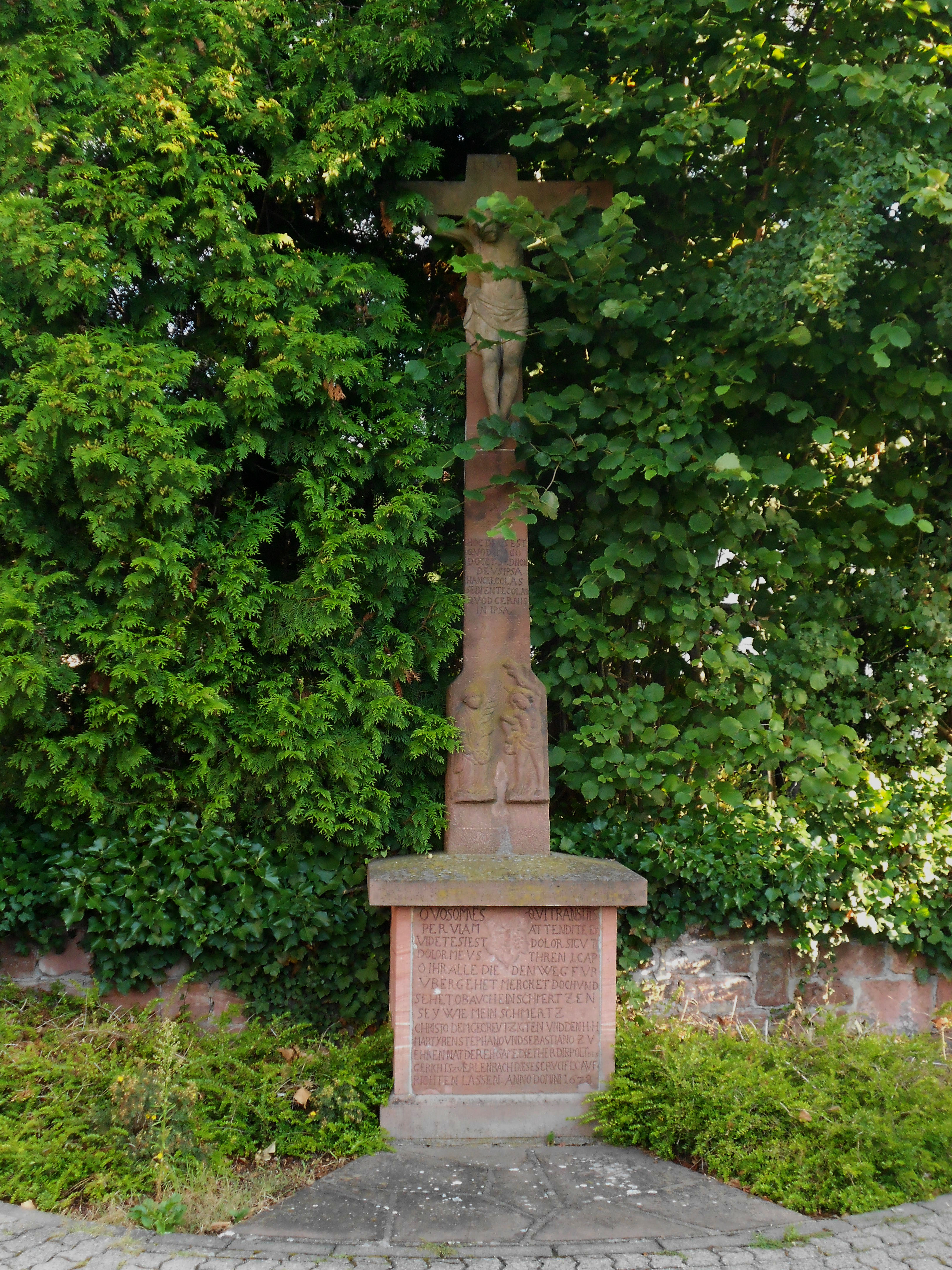
Gedenkkreuz in Erlenbach von 1678, gestiftet von Dieter Diepolt

## Hexenprozess
Am 3. Juli 1629 wurde Margarete Diepolt aus Erlenbach am Main, die Ehefrau des Bauern und Winzers Dieter Diepolt, wegen „zauberischer Beschuldigung“ verhaftet. Unter (der damals üblichen und von der Justiz präzise durchgeführten) Folter gestand sie, Teufelspakt und Teufelsbuhlschaft eingegangen zu sein und am Hexensabbat teilgenommen zu haben. Sie wurde deshalb zum Tode verurteilt und am 6. August 1629 enthauptet und verbrannt.
Ihr Ehemann war mit dem Besitz von 31 Morgen Acker und Wiesen sowie 2¼ Morgen Weinberg ein begüterter Bauer. Nach der Hinrichtung seiner Frau musste er mit 53 Gulden für die Gerichtskosten aufkommen und für ihre Verpflegung sowie Unterkunft und Verpflegung des Scharfrichters Jörg Knapp über 15 Gulden bezahlen.
Erlenbach gehörte damals zum Amt Klingenberg und damit zum Kurfürstentum Mainz. Dort fanden unter Kurfürst Georg Friedrich von Greiffenclau von 1626 bis 1629 mindestens 768 Hinrichtungen vermeintlicher Hexen statt.

## Gedenken
Der Witwer Dieter Diepolt verlor drei Jahre später auch noch die beiden Kinder Ottilie und Michael, die 1632 an der Pest starben. Vor seinem Tod 1676 gab er ein Gedenkkreuz in Auftrag, das zwei Jahre später aufgestellt wurde und bis heute erhalten geblieben ist. Das drei Meter hohe Sandsteinkreuz mit dem Gekreuzigten ist den christlichen Märtyrern Hl. Stephanus und Hl. Sebastian gewidmet. Es steht in Erlenbach an der Ecke Altdorfstraße / Brückenstraße und trägt eine Inschrift des Stifters, die auf die großen Schmerzen hinweist, die er erleiden musste.
Inschrift im Sockel:
```
O VOS OMNES QVI TRANSITIS PER VIAM ATTENDITE ET VIDETE SI EST DOLOR SICVT DOLOR MEVS THREN 1 CAP
O IHR ALLE DIE (ihr) DEN WEG FÜRÜBERGEHET MERCKET DOCH VND SEHET OB AVCH EIN SCHMERTZEN SEY WIE MEIN SCHMERTZ
```

(Zitat aus den Klageliedern des Propheten Jeremias, Klgl 1,12 )
```
CHRISTO DEM GECREVTZIGTEN VND DEN H.H. MARTYREN STEPHANO VND SEBASTIANO ZV EHREN
HAT DER EHRSAME DIETHER DIBPOLT DES GERICHTS ZV ERLENBACH DIESES CRVCIFIX AVFRICHTEN LASSEN ANNO DOMINI 1678
```